# 阿勒塔伦
阿儿塔隆（波斯语拉丁转写：Altālūn；约1196年—1246年），又译按塔伦、按坦仑、阿勒塔伦，又作按塔伦罕、阿勒塔伦罕（波斯语拉丁转写：Altālūnqān）、阿勒塔鲁罕（波斯语拉丁转写：Altālūqān），又称阿勒塔鲁罕阿合（波斯语拉丁转写：Altālūqān Aqa），是大蒙古国建立者成吉思汗与其正妻孛儿帖的幼女，也是成吉思汗最宠爱的女儿。成吉思汗为使诸强臣服，常以女儿联姻，阿儿塔隆与祖母诃额仑的弟弟弘吉剌部斡勒忽讷氏的塔出结婚。
1227年，成吉思汗驾崩，他与孛儿帖所生第三子窝阔台即皇帝位。1241年，窝阔台酗酒无度，终因饮酒过量致酒精中毒或器官衰竭而驾崩。传言阿儿塔隆毒害窝阔台，直至五年后她的侄子贵由即皇帝位，她仍遭怀疑。不久后，阿儿塔隆受审，被处死。尽管其生平与死讯多被隐匿，官方史册亦被迫删改或模糊可能引发麻烦的细节，但1251年拖雷系政变，忽必烈在指责贵由亲信野里知吉带时，提及阿儿塔隆被杀一事。最终野里知吉带及其余贵由亲信皆遭追杀丧命。

## 生平

### 早年与婚姻
阿儿塔隆之母孛儿帖，出身弘吉剌部，弘吉剌部居于也里古纳河以南的合剌温山一带，即今内蒙古自治区境内。约1178年，孛儿帖与蒙古部首领铁木真订婚七年后成婚（彼时，“蒙古”一词仅指蒙古东北部一部落成员，因该部落在大蒙古国形成中居核心地位，后其名用于统称所有部落）。此后二十余年间，孛儿帖诞下九个孩子，四子为术赤、察合台、窝阔台、拖雷，五女为豁真、扯扯亦坚、阿剌合、秃满伦、幼女阿儿塔隆。约1196年阿儿塔隆出生后，铁木真与其他妻妾亦育有子嗣，但地位始终低于孛儿帖及其子女。

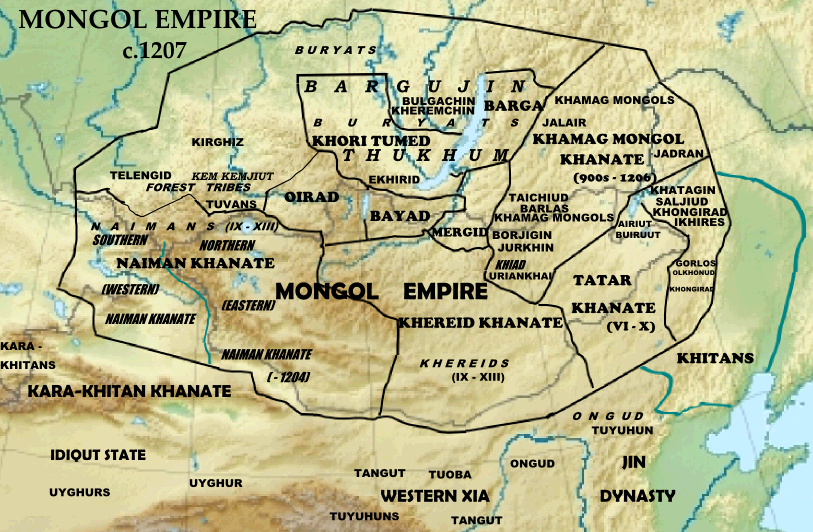
约1207年蒙古部落地图：铁木真统一各部建立大蒙古国。

阿儿塔隆出生后十年间，铁木真势力渐大，逐一征服敌对部落。1206年，铁木真获尊号为“成吉思皇帝”，是为成吉思汗，大蒙古国诞生。此前及此后，成吉思汗巧用联姻，将自己与孛儿帖所生之女许配给重要男性统治者，而重要男性统治者为获新兴大蒙古国的地位与权力，遂向成吉思汗臣服。于此，成吉思汗未费过多流血牺牲，便赢得众多草原部族的忠诚。阿儿塔隆及她四个姐姐不仅在大部族中担任重要行政职务，还充当父亲与新驸马属臣间的纽带。阿儿塔隆的姐姐豁真与亦乞剌思部的孛秃结婚，扯扯亦坚与斡亦剌部首领忽都合别乞的儿子脱劣勒赤结婚，阿剌合与汪古部主阿剌兀思或其子侄不颜昔班、镇国、孛要合结婚，秃满伦则与孛儿帖娘家弘吉剌部的赤窟结婚。
阿儿塔隆的祖母诃额仑生于弘吉剌部的斡勒忽讷氏。成吉思汗将阿儿塔隆与诃额仑的弟弟塔出结婚，塔出很受成吉思汗喜爱，被他称为“札费图儿薛禅”，而阿儿塔隆是最受成吉思汗钟爱的女儿。阿儿塔隆所获封户，被系于丈夫塔出驸马名下，为真定等处畸零二百七十户。

### 晚年与被杀
1227年8月，成吉思汗驾崩，经两年空位期后，他选定的继承人、阿儿塔隆的兄长窝阔台即皇帝位。窝阔台生性慷慨，却逐渐酗酒成瘾，1241年12月，因酗酒过度致酒精中毒或器官衰竭而驾崩。传言窝阔台被下毒，矛头指向出席致命宴会的成吉思汗前妻亦巴合別乞及她与术赤台所生的儿子。亦巴合別乞与儿子在宴上担任斟酒者，当即遭怀疑，但经名将野里知吉带辩护后获洗清罪名。

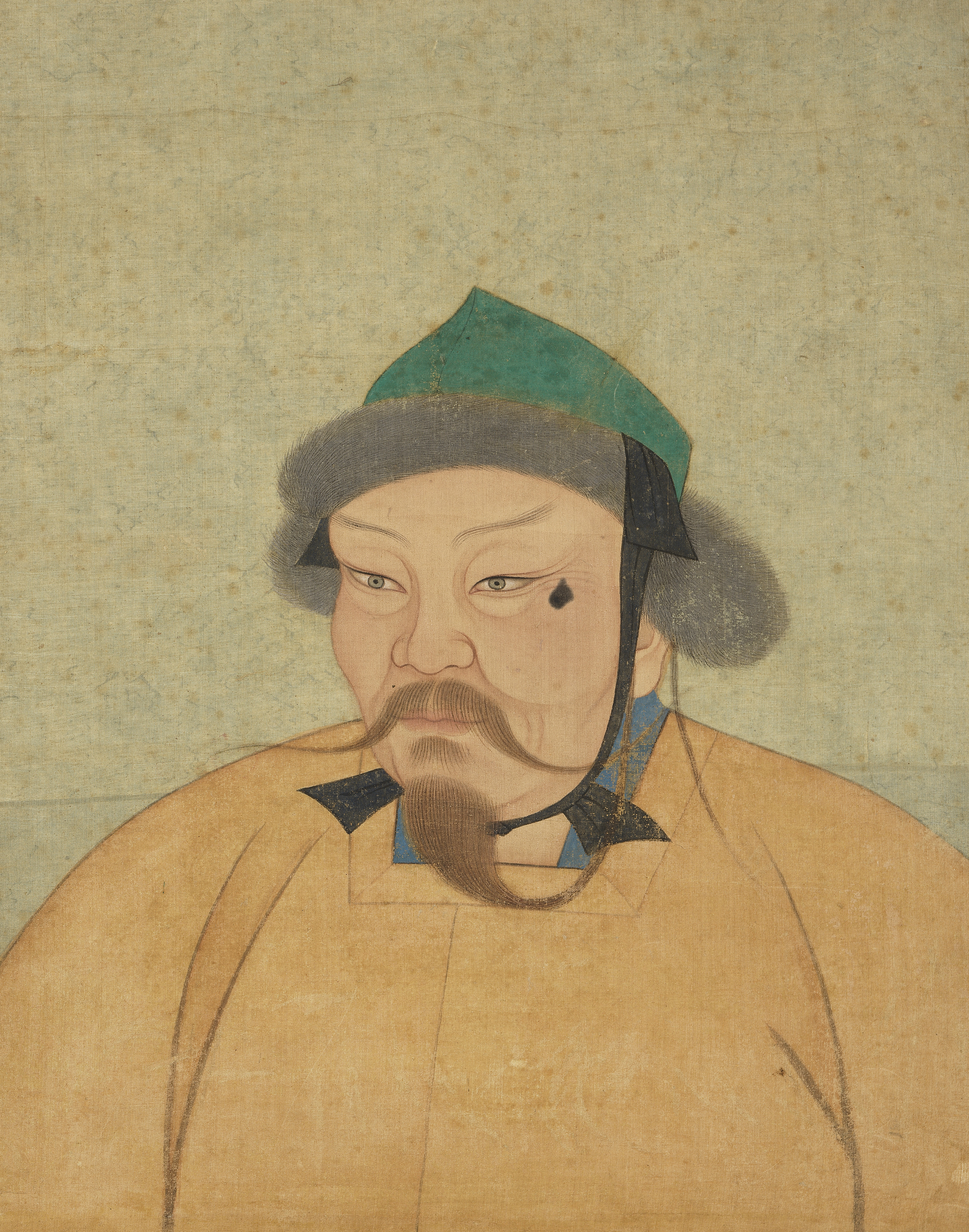
窝阔台的元朝画像，传言阿儿塔隆毒害兄长窝阔台。

窝阔台驾崩后，1241年至1246年遗孀脱列哥那称制期间，阿儿塔隆幸免于难。1246年，她的侄子、窝阔台与脱列哥那之子贵由登极为皇帝，阿儿塔隆或亦在场。贵由即位伊始，阿儿塔隆被指控毒害窝阔台，受审并被处死。见证此事的同时代欧洲使者柏郎嘉宾写道：“他们囚禁了皇帝的姑母，因为她在鞑靼人大军在匈牙利作战时鸩杀了皇帝的父亲……被处以死刑。”14世纪编年史家拉施德丁在《史集》中提及，拖雷系政变，蒙哥登上皇位时，贵由亲信野里知吉带质问道：“你们曾全体致议决并说道：直到那时，只要是从窝阔台合罕诸子出来的，哪怕是一块臭肉，如果将它包上草，牛不会去吃那草，如果将它涂上油脂，狗不会瞧一眼那油脂，我们仍然要接受他为可汗，任何其他人都不得登上宝位。为什么你们另搞一套呢？”蒙哥之弟忽必烈反驳道：“是有过这样的约言，但你们首先违背了约定、诺言和古札撒。第一，成吉思汗曾降旨道：如果我的宗族中有人违背了札撒，在未经与全体长幼兄弟们商议前，不得戕害他的生命。为什么你们杀害了阿儿塔隆？窝阔台合罕生前就曾说过，要让失烈门为君；你们为什么又热衷地把君权交给了贵由汗？”忽必烈指责贵由亲信野里知吉带时，透露出被处死的贵由姑母为阿儿塔隆。

### 后事
1251年，拖雷系政变，成吉思汗嫡幼子拖雷家族自窝阔台后裔手中夺权，拖雷长子蒙哥即皇帝位。蒙哥一派提出诸多理由，称窝阔台家族违背蒙古律法与习俗，不配统治，其中忽必烈指责野里知吉带等贵由亲信，说他们违反成吉思汗的札萨，未经家族广泛商议，就处死成吉思汗最宠爱的女儿阿儿塔隆。蒙哥击退窝阔台系政变企图后，展开清洗行动，野里知吉带被列为目标。野里知吉带企图逃脱，却在也里附近被捕，旋即被处死，据传是术赤之子拔都下令将他活活煮死。因阿儿塔隆之死涉及禁忌，其生平诸多方面在官方史册中遭审查。例如，讲述大蒙古国形成的13世纪中叶史诗《蒙古秘史》中，叙述成吉思汗女儿们继承情况的一段被删去。
蒙哥与斡亦剌部的斡兀勒火亦迷失结婚，两人生下二女，长女为失林，次女为必失哈。阿儿塔隆的丈夫塔出之子术真伯，先与失林结婚，成为驸马，失林死后，又与失林的同胞妹妹必失哈结婚。未详术真伯是否为阿儿塔隆所生。术真伯之子别合剌、别合剌之子塔八都与公主结婚，成为驸马。

### 引用
1. ↑  al-Din 1998，第129, 141-142, 394頁.
2. ↑  《新元史》卷104："太祖女阿儿塔隆公主，适斡勒忽讷部长泰赤子札费图儿薛禅塔出古列坚，为宣懿皇后兄弟之子。定宗时，阿儿塔隆坐事赐死。"
3. 1 2  al-Din 1998，第33頁.
4. ↑  al-Din 1998，第80, 141-142頁.
5. ↑  al-Din 1998，第290頁.
6. ↑  Atwood 2004，第456頁.
7. ↑  Atwood 2004，第389–391頁.
8. ↑  Broadbridge 2018，第49–50, 57頁; Ratchnevsky 1991，第20–21, 31頁; May 2018，第23–28頁.
9. ↑  Broadbridge 2018，第67頁.
10. ↑  Broadbridge 2018，第73–75頁.
11. ↑  Atwood 2004，第98–99頁; May 2018，第34–39頁.
12. ↑  Broadbridge 2018，第107–108頁; Broadbridge 2022，第342頁.
13. ↑  Broadbridge 2022，第343–345頁.
14. ↑  al-Din 1998，第80, 129, 141, 290, 355, 394頁.
15. ↑  al-Din 1998，第141-142頁.
16. ↑  邱轶皓 2019，第129-130頁.
17. ↑  Atwood 2004，第416–418頁; Broadbridge 2018，第168頁.
18. 1 2  al-Din 1998，第326頁.
19. ↑  Broadbridge 2018，第183–184頁.
20. ↑  al-Din 1998，第33頁; 邱轶皓 2019，第129-130頁.
21. ↑  Atwood 2004，第363頁.
22. ↑  Broadbridge 2018，第206頁; May 2018，第133頁.
23. ↑  Atwood 2004，第363頁; Broadbridge 2018，第220–221頁.
24. ↑  Broadbridge 2018，第190頁.
25. ↑  al-Din 1998，第80, 393-394頁.
26. ↑  《元史》卷109諸公主表：“□□□公主，適塔出駙馬。□□公主，適塔出子朮真伯駙馬。□□公主，適朮真伯子別合剌駙馬。□□公主，適別合剌子塔八駙馬。”

### 史料
- al-Din, Rashid,   [Compendium of Chronicles] 2, 由Thackston, W. M.翻译, Cambridge: Harvard University Press, 1998 （阿拉伯文及波斯文）
- Juvaini, Ata-Malik,   [History of the World Conqueror] 1, 由Andrew Boyle, John翻译, 1958 （波斯文）

### 书目
- Allsen, Thomas T., , Rossabi, Morris  (编), , Berkeley: University of California Press: 243–280, 1983, ISBN 978-0-5200-4562-0
- Atwood, Christopher P., , New York: Facts on File, 2004, ISBN 978-0-8160-4671-3
- Broadbridge, Anne F., , Cambridge Studies in Islamic Civilization, Great Barrington: Cambridge University Press, 2018, ISBN 978-1-1086-3662-9
- Broadbridge, Anne F., , May, Timothy; Hope, Michael  (编), , Abingdon: Routledge: 341–350, 2022, ISBN 978-1-3151-6517-2
- Dunnell, Ruth W., , Biran, Michal; Kim, Hodong  (编), , Cambridge: Cambridge University Press: 19–106, 2023, ISBN 978-1-3163-3742-4
- May, Timothy, , Edinburgh: Edinburgh University Press, 2018, ISBN 978-0-7486-4237-3, JSTOR 10.3366/j.ctv1kz4g68
- Ratchnevsky, Paul, , 由Thomas Haining翻译, Oxford: Blackwell Publishing, 1991, ISBN 978-0-6311-6785-3
- Zhao, George Q., , New York: Peter Lang, 2008, ISBN 978-1-4331-0275-2
- 邱轶皓, , 上海古籍出版社, 2019年, ISBN 9787532591626